# Rodolphe William Seeldrayers
Pour les articles homonymes, voir Seeldrayers.
Rodolphe William Seeldrayers, né le 16 décembre 1876 à Düsseldorf et mort le 7 octobre 1955 à Bruxelles, est un sportif, journaliste et dirigeant sportif belge. Il est président de la FIFA de 1954 à 1955.

## Biographie

### Le corps
L’athlétisme, l’aviron, le cricket, le football, le golf, le hockey sur gazon et dans une moindre mesure le tennis et la natation sont les huit sports dans lesquels il s’implique, avec sans aucun doute une prédilection pour l’athlétisme et le football. Pour le premier, il est champion de Belgique du 110 mètres haies en 1897 et le pratique pendant dix ans, pour le second, il est champion de Belgique en division d’honneur avec l’équipe du Racing-Club de Bruxelles en 1900 et capitaine de l’équipe universitaire de Bruxelles en 1898 et 1899. En tout, il pratique ce sport pendant vingt-deux ans.
Quant aux autres disciplines, leur pratique dure en moyenne dix ans et toujours à un niveau élevé, gagnant au moins un championnat. Il fréquente ainsi pendant cinq ans le Cercle des régates de Bruxelles et l’équipe du « Coup de Soleil ». Pour le cricket, il joue pendant dix ans dans le Racing et l’Anglo Belgian Club de Bruxelles (trois fois champion de Belgique) et est capitaine en 1924 de l’équipe nationale qui bat la France à Paris. Il pratique enfin le hockey pendant dix ans au Racing-Club de Bruxelles et fait partie en 1903 de l’équipe nationale dans sa rencontre contre la France à Paris, ainsi que le golf depuis 1919 dans le Waterloo Golf Club où il est capitaine pendant dix ans.
Sportif accompli, Seeldrayers montre une préférence pour les sports d'équipe, en accord avec sa conception du sport, selon laquelle il doit être le terrain d’apprentissage des valeurs nécessaires à la vie en communauté.

### L’esprit
Seeldrayers fait ses études de droit à l'université libre de Bruxelles où il commence ses activités sportives. À 19 ans, il fait partie des fondateurs de l'Union royale belge des sociétés de football association (URBSFA) dont il est le trésorier pendant quatre ans et au conseil exécutif duquel il siège pendant vingt-cinq ans. Il en est résident puis élu membre d’honneur. En 1914, l’Union utilise ses talents d’orateur et le nomme délégué auprès de la FIFA dont il sera nommé vice-président en 1927.
En 1899, Seeldrayers commence une carrière de journaliste sportif dans la revue La vie sportive, écrivant la chronique sous le nom de plume de « Spectateur ». Dix ans plus tard, il fonde cette fois le Comité national d’éducation physique qui fusionnera avec le Comité olympique belge à la tête duquel il siégera à partir de 1946, succédant au prince Albert de Ligne.
En 1920, il est secrétaire technique des Jeux olympiques d’Anvers et sera membre du jury d’appel pour le football aux Jeux olympiques plusieurs fois, notamment lors des Jeux de 1936 à Berlin où un incident provoque la consultation du jury. Lors du match Autriche/Pérou un spectateur envahit le terrain, provoquant des perturbations. L’association autrichienne de football envoie une plainte devant le jury d’appel qui décide, après délibération, de rejouer le match « à huis clos ».
Fondateur invétéré de clubs et associations, on compte à son actif le Waterloo Golf-Club, en 1923, l’Ixelles F.C. (futur élément de la fusion avec le Racing Club de Bruxelles) et le Club sportif anglo-belge de cricket. Bien introduit dans les milieux britanniques, à l’époque à la pointe en matière de sport, il maîtrise parfaitement l'anglais. Entre-temps, il continue ses activités journalistiques et commence une nouvelle collaboration avec L’Écho des Sports. Mais il met fin à cet aspect de son action en 1935 tout en continuant à publier des articles et à faire part de ses opinions dans les colonnes des bulletins du Comité international olympique (CIO).
La Seconde Guerre mondiale ralentit quelque peu son activité sans toutefois l’arrêter. C'est ainsi qu'on le voit prendre la défense en tant que membre du Comité belge olympique pendant l’occupation de l’indépendance du sport belge. Dès la fin de la guerre, il est incorporé au nombre des membres du CIO, pour la première session d’après-guerre de 1946.

#### Présidence de la FIFA
En juin 1954, le Français Jules Rimet, unanimement apprécié, donne sa démission à la tête de la FIFA et passe ses pouvoirs à son vice-président, Rodolphe William Seeldrayers. Cette passation de pouvoir ainsi que les matches de la Coupe du monde qui se déroulent cette année-là en Suisse sont pour la première fois retransmis à la télévision. Un grand respect mutuel anime les deux hommes, celui-ci se traduit chez le Belge par une motion déposée le 25 juillet 1946 lors d’un congrès de la FIFA afin de changer le nom de la Coupe du monde en « Coupe Jules Rimet ». Sous sa présidence, la fédération compte 85 membres et fête son cinquantième anniversaire.
Depuis de nombreuses années, la question de l’amateurisme pose un problème. Avec le développement du sport, le phénomène du professionnalisme vient remettre en question les fondements de la conception des Jeux olympiques tels que les voulait Pierre de Coubertin. Les débats font rage dans le milieu et une commission sur l’amateurisme est créée au sein du CIO, dont Seeldrayers fait partie. en 1947, la commission remet son rapport final à la session de Stockholm. Il comporte entre autres une définition de l’amateurisme et oblige les futurs participants aux Jeux à signer une déclaration affirmant qu’ils sont bien amateurs et propose la création d’une commission permanente composée de trois membres du CIO et d’un délégué de chaque fédération internationale. Mais le problème n’est pas résolu pour autant.
La FIFA fait face à des reproches d’avoir permis à des « faux » amateurs de participer au tournoi d’Helsinki. Pourtant, déjà en tant que vice-président, Seeldrayers avait introduit dans les statuts de la fédération une définition de l’amateurisme. Mais le problème est ardu car l’enjeu est bien de savoir quel type de sport les grands événements sportifs vont présenter et donc prôner. Nous sommes aussi à l’époque de l’utilisation du sport par les régimes politiques.
Pour Seeldrayers, le problème est d’importance et il s’attachera toujours à défendre sa conception du sport. Pour lui « du point de vue strictement olympique le sport n’est concevable, en théorie, que s’il est pratiqué par des amateurs ». Ce qui ne l’empêche pas de considérer qu’un bon sportif professionnel, respectant certaines valeurs sportives, comme l'esprit de loyauté, la sincérité et le fair-play, est tout aussi respectable qu’un amateur. Lucide, il a bien compris le rôle du sport dans la propagande des pays communistes mais il comprend ce phénomène et même l’approuve dans une certaine mesure. Pour lui, le sport est devenu un des éléments de l’organisation sociale et devrait être intégré au programme scolaire au même titre que les autres matières, il est capital dans l’éducation de la jeunesse.
Quant aux spectateurs, déjà ils présentent des tares à ses yeux que le temps ne fera qu’aggraver. Seeldrayers les constate déjà et estime que c’est le devoir de la presse sportive d’éduquer le spectateur.
Au terme d’une vie bien remplie, R. W. Seeldrayers meurt le 7 octobre 1955, un an après son élection à la présidence de la FIFA, des suites d’une maladie. Son enterrement prend une allure semi-officielle par décision ministérielle et il est élu à titre posthume membre d’honneur du CIO, une distinction qui ne sera plus décernée par la suite.